# ناتاليا إستيميروفا
ناتاليا إستيميروفا (بالروسية: Ната́лья Хусаи́новна Эстеми́рова)‏ (28 فبراير 1958 - 15 يوليو 2009) هي صحفية وناشطة حقوق إنسان شيشانية روسية. تم اغتيالها بعد خطفها من منزلها في غروزني عاصمة الشيشان، وعثر على جثتها في إنغوشيتيا. عُرفت ناتاليا بمعارضتها للسياسات القمعية في الشيشان وكانت صحفية لدى جمعية ميموريال لحقوق الإنسان في القوقاز الروسي. تلقت معارضة شديدة من قِبل الرئيس الشيشاني رمضان قديروف، لذلك اتهمته جمعية ميموريال بالوقف وراء اغتيال نتاليا.

## حياتها
ولدت نتاليا في سفردلوفسك غرب روسيا لأبوين شيشانيين، وتلقت تعليمها في جامعة غروزني وحصلت على درجة البكالوريوس في التاريخ منها. وأصبحت معلمة للتاريخ في المدارس الثانوية المحلية لغاية عام 1998. بدأت العمل سنة 1991 كصحفية محلية في صحيفتي «الصوت» و«عمال الشيشان». كما صنعت 13 فيلماً وثائقياُ قصيراً عن ضحايا الممارسات العقابية الروسية. أصبحت نتاليا تقوم بتوثيق وجمع دلائل حول ممارسات قمعية للنظام الروسي في الشيشان خلال الحرب الشيشانية الثانية سنة 1999، مما جعلها مضطرة لترك ابنتها في مدينة يكاترينبورغ مع أقاربها. خلال الحرب زارت نتاليا العديد من المستشفيات في الشيشان وإنغوشيا، لأخذت مئات الصور الفوتوغرافية للأطفال وضحايا الحرب. وبدأت العمل مع جمعية ميموريال سنة 2000 لتوثيق حالات انتهاك حقوق الإنسان في منطقة القوقاز، كما عملت كصحفية مستقلة مع صحيفة نوفيا جازيتا.
حصلت نتاليا على جائزة رايت ليفيلهوود سنة 2004، وقدمت لها الجائزة في مبنى البرلمان السويدي. وازداد نشاطها السياسي ضد الحكومة الشيشانية والروسية بعد اغتيال رفيقتها آنا بوليتكوفسكايا سنة 2006، وكانت أول حاصلة على جائزة آنا بوليتكوفسكايا سنة 2007.